# Embrach
Embrach est une commune suisse du canton de Zurich.

Photo aérienne prise par Walter Mittelholzer (1923).